# Finlands socialistiske arbejderrepublik
Finlands socialistiske arbejderrepublik (finsk: Suomen sosialistinen työväentasavalta, svensk: Finlands socialistiska arbetarrepublik) var en kortlivet (1918) finsk socialistisk regering, som blev dannet ved en revolution lige inden den finske borgerkrig i tiden efter oktoberrevolutionen. Den fik først dette navn den 28. januar 1918, ved dekret fra Folkets Råd i Helsinki.
Revolutionen blev startet af den pro-bolsjevistiske Finske Folks Delegation. Folkets råd (kansanvaltuuskunta), som man i dag ville kalde en sovjet, blev organiseret af finske socialister, og sovjetten i Helsinki udgjorde regeringen. Den socialistiske republiks program og udkastet til forfatning blev skrevet af Otto Ville Kuusinen, som senere grundlagde den Finske Demokratiske Republik, Josef Stalins finske marionetregering under Vinterkrigen.
Den marxistiske tanke om proletariatets diktatur var ikke indeholdt i programmet, selv om der blandt de finske socialister var interesse i at etablere et sådant. Finlands Socialistiske Arbejderrepublik fik trods det støtte fra Russiske SFSR, som også støttede kommunistiske regeringer i Ungarn og Bayern. Den nye stat afsluttede en venskabstraktat med Russiske SFSR, og den blev underskrevet den 1. marts i Petrograd. Vladimir Lenin, den sovjetiske leder, tvang de finske socialister til at indføre betegnelsen "Finlands Socialistiske Arbejderrepublik".
Grundlæggelsen af arbejderrepublikken udløste den finske borgerkrig. Ved borgerkrigens begyndelsen havde de finske socialister omtrent fuld kontrol over landets industrialiserede områder i syd, mens deres modstandere, som kaldtes De hvide, havde kontrollen over den større men tyndt befolkede nordlige del af landet. Indsættelsen af tysktrænede Hvide finner og regulære tyske tropper i Finland tvang arbejderrepublikken til at være stærkt afhængig af militær og økonomisk hjælp fra Russiske SFSR. Den var imidlertid sparsom, da Russiske SFSR var travlt optaget af den russiske borgerkrig.
Den finske borgerkrig endte med nederlag for de finske Røde garder i slutningen af april 1918 til de Hvide garder. De hvide fik støtte fra Kejserriget Tyskland. Tusinder af finske socialdemokrater døde i hvide fangelejre i borgerkrigens sidste fase – ved henrettelse, sult eller sygdom – mens resten gik under jorden eller flygtede ud af landet. I de følgende måneder blev partiet splittet, og en gruppe af flygtninge dannede Finlands Kommunistiske Parti i deres eksil i Moskva.